# جيني نيستروم
جيني نيستروم (بالفنلندية: Jenny Nyström)‏ هي لاعبة كرة الريشة فنلندية، ولدت في 2 فبراير 1994 في هلسنكي في فنلندا.

## وصلات خارجية
- جيني نيستروم على موقع BWF.tournamentsoftware.com (الإنجليزية)
- جيني نيستروم على موقع BWFbadminton.com (الإنجليزية)